# آروو ساراپو
آروو ساراپو (استونیایی: Arvo Sarapuu; ۲۶ اوت ۱۹۵۳ – ۱۷ مارس ۲۰۲۰) سیاستمدار و نماینده مجلس اهل استونی بود.